# Dendrolagus goodfellowi
Dendrolague de Goodfellow
Espèce
Statut de conservation UICN

 EN  : En danger
Statut CITES
Répartition géographique
Le Dendrolague de Goodfellow (Dendrolagus goodfellowi) est une espèce de marsupiaux originaire des forêts tropicales humides de l'île de Nouvelle-Guinée. D'après l'Union internationale pour la conservation de la nature (UICN), l'espèce est en danger, ce qui est le résultat de la chasse abusive et de l'empiétement humain sur son habitat.

## Caractéristiques
Il pèse environ 7 kg, la femelle étant généralement un peu plus lourde que le mâle. Comme les autres kangourous arboricoles, Dendrolagus goodfellowi est très différent en apparence des kangourous terrestres. Contrairement à ses cousins qui vivent sur le sol, ses pattes arrière ne sont pas disproportionnées par rapport à ses pattes avant qui sont fortes et se terminent par de puissantes griffes, ce qui lui permettent de monter dans les arbres. Ses pattes arrière se terminent par quatre griffes, deux grandes et deux petites.

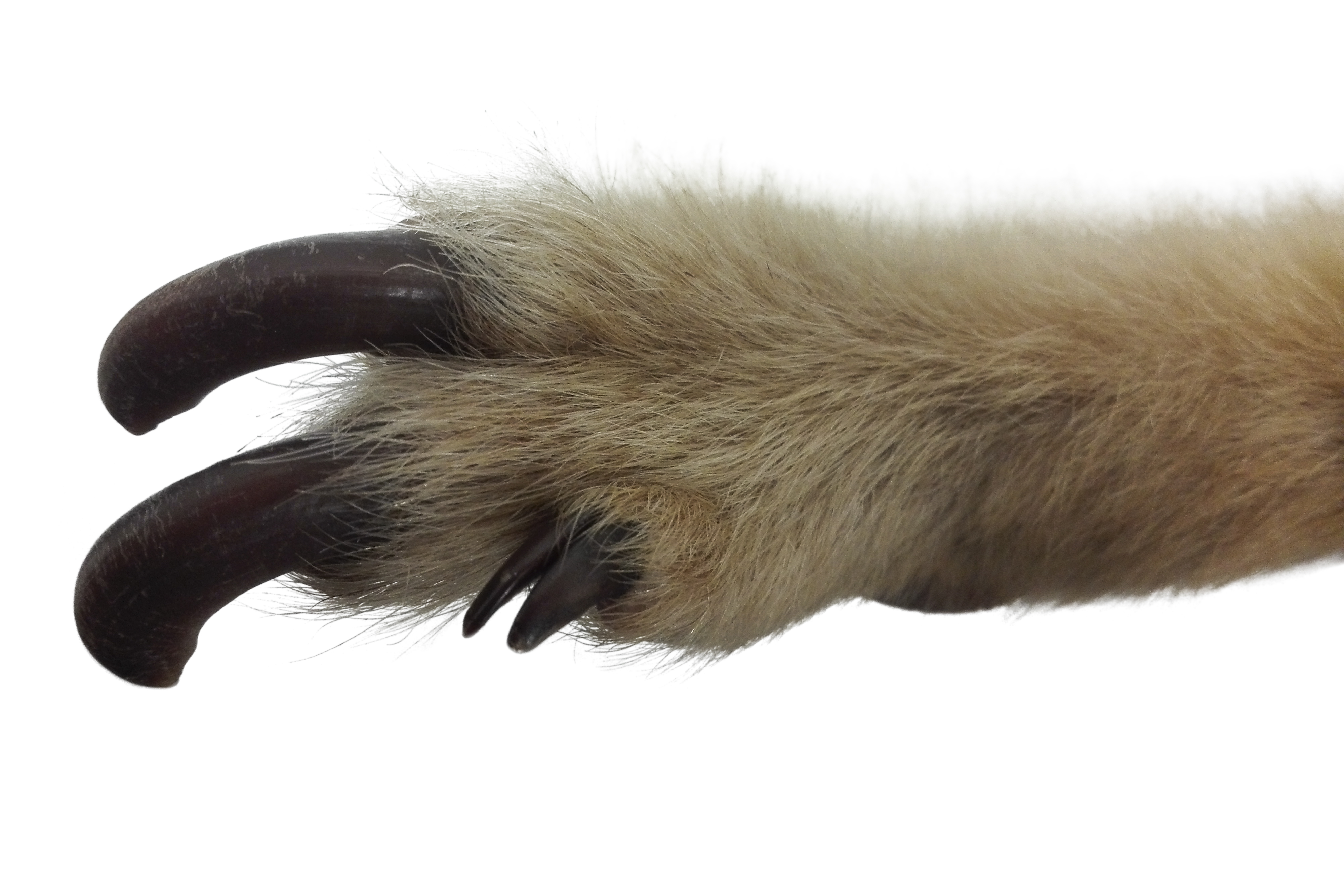
Patte arrière, vue de dessus.
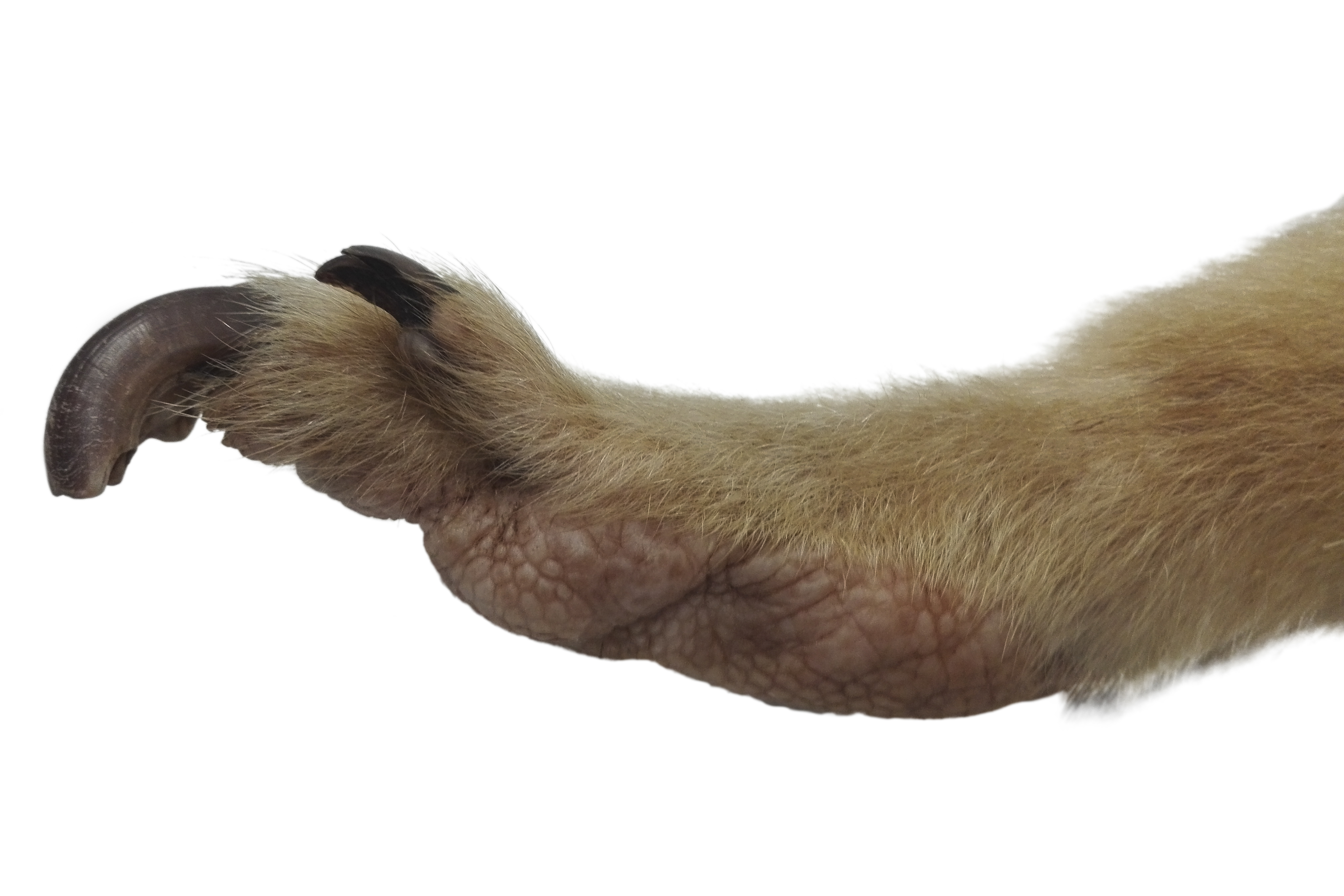
Patte arrière, vue de profil.
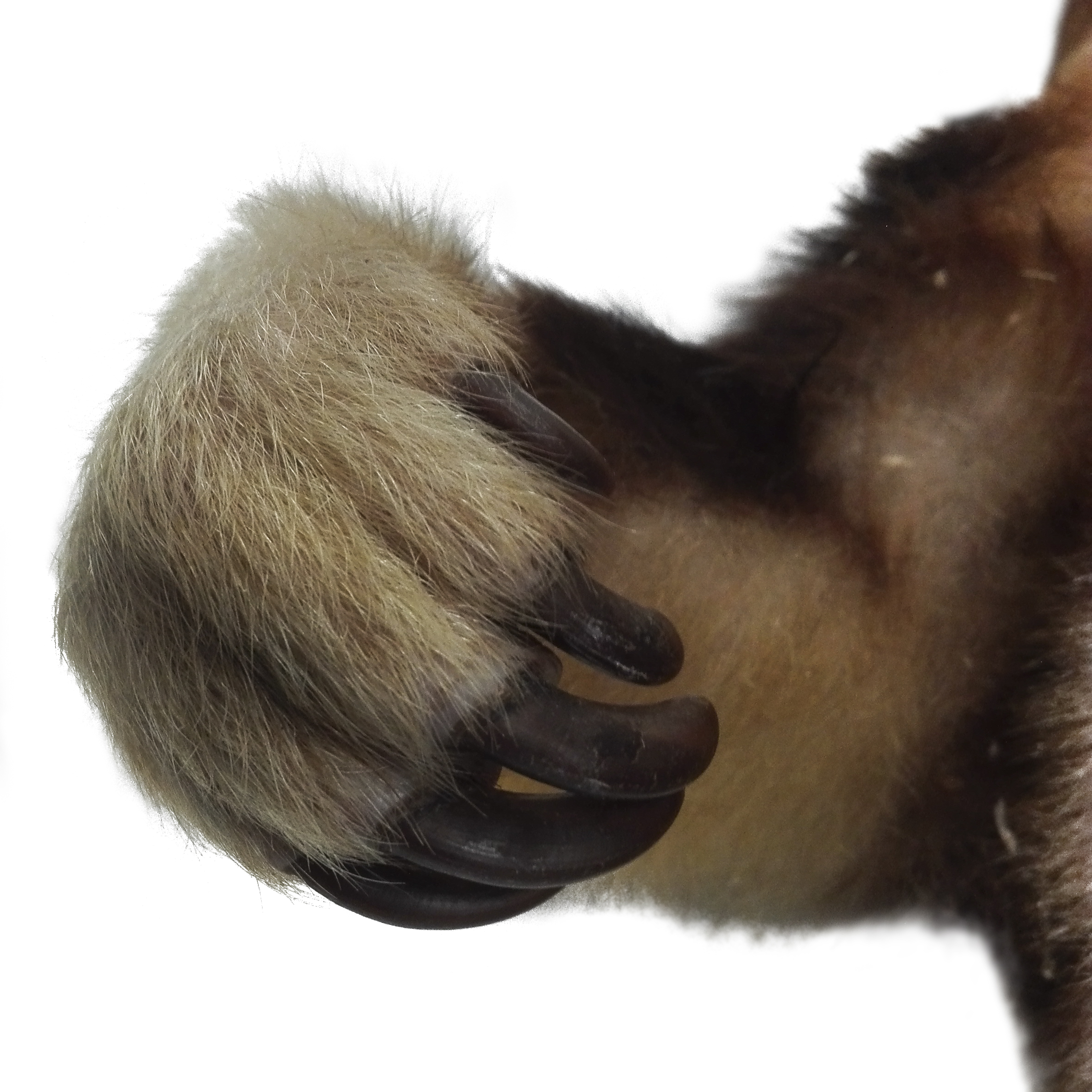
Patte avant.

Son pelage est court et laineux, généralement de couleur châtaigne à rouge-brun, avec la face gris-brun, les joues et les pieds de couleur jaune et le ventre pâle. Il a une longue queue dorée et deux bandes de la même couleur sur le dos.

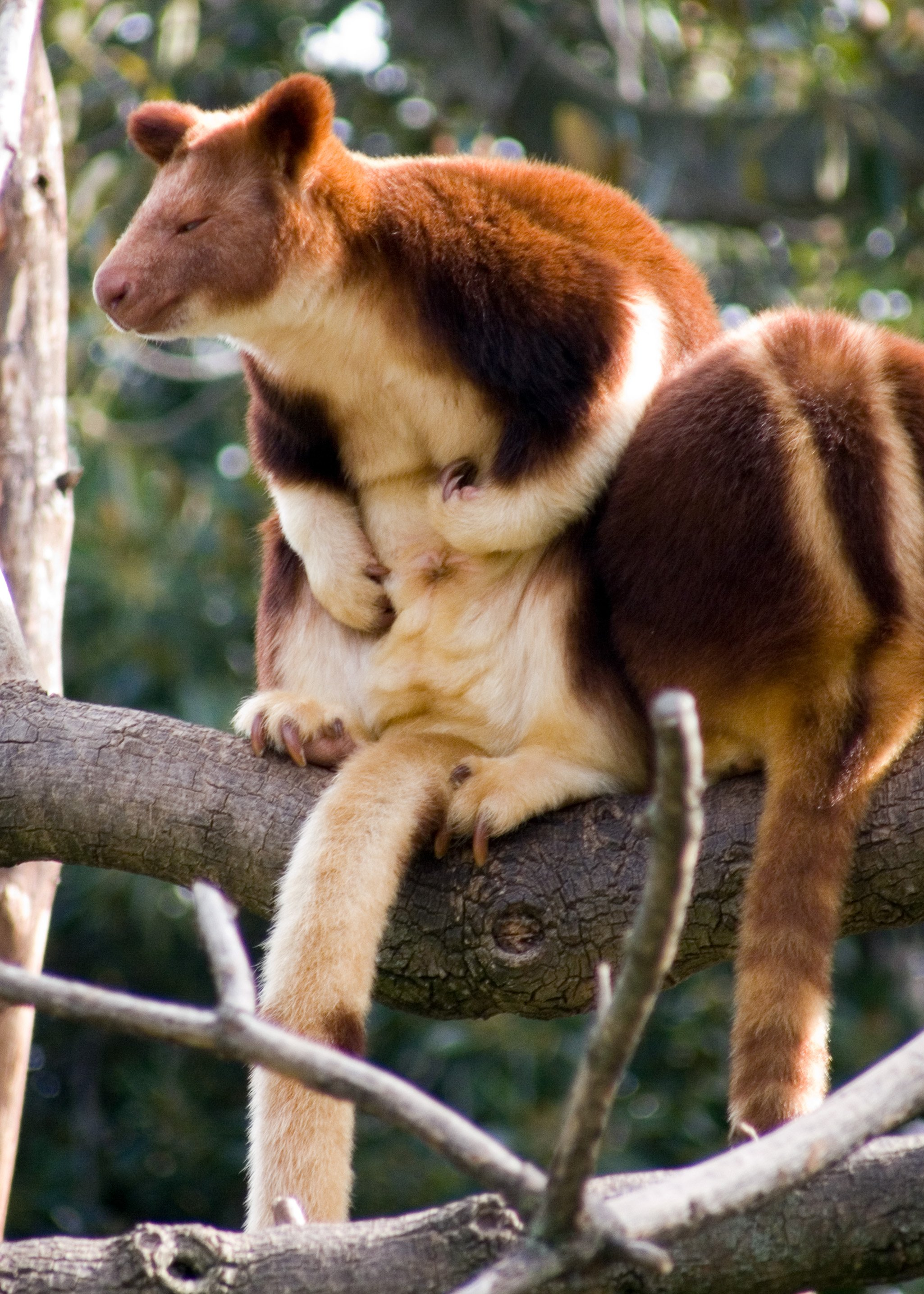
Deux individus au Zoo de Melbourne.
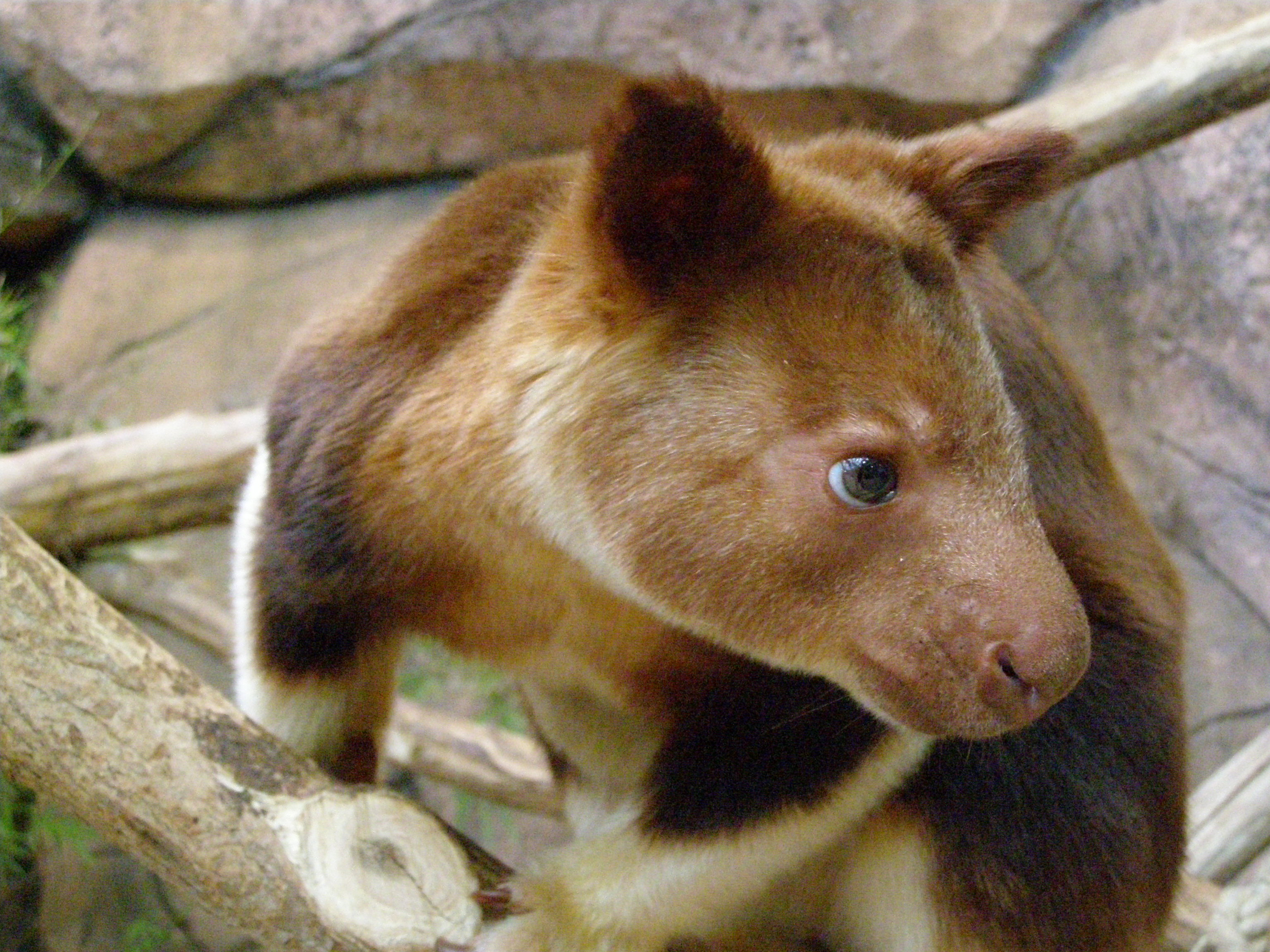
Dendrolagus goodfellowi buergersi.
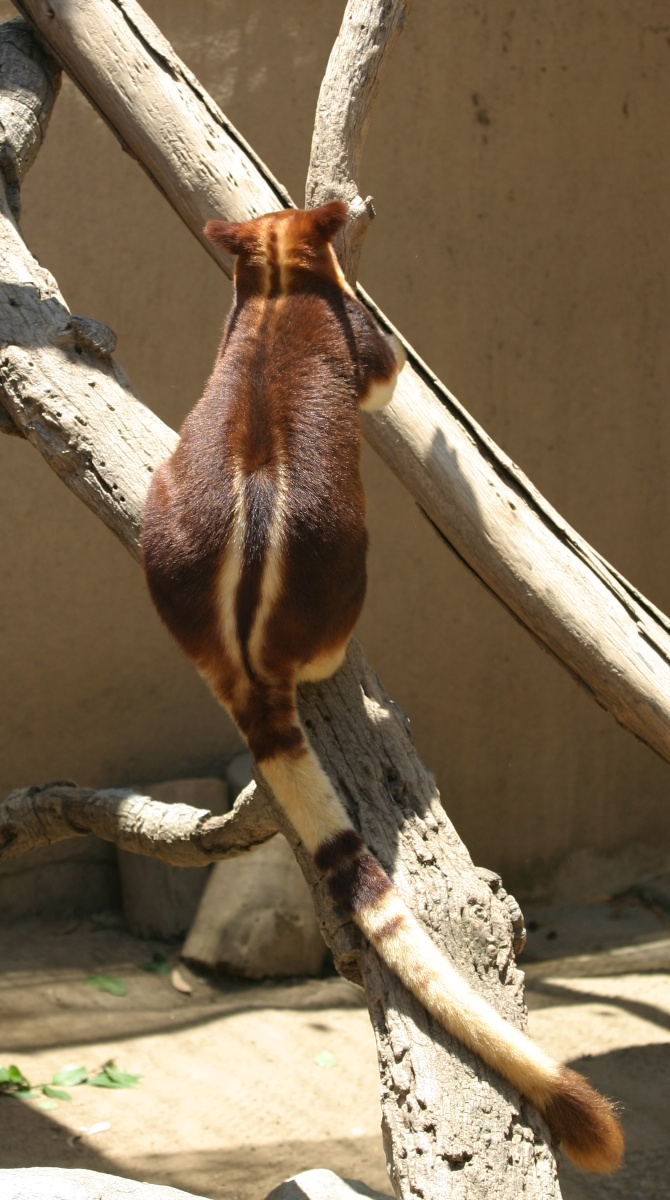
Dos et queue.

## Écologie et comportement
Sa locomotion est à prédominance arboricole. Sa longue queue lui sert de contrepoids. 

### Alimentation
C'est un animal surtout herbivore qui se nourrit surtout de feuilles, de fougères, de champignons, de fruits mais il peut consommer aussi des insectes, des œufs et des oisillons.

### Reproduction
Il atteint sa maturité sexuelle vers l'âge de deux ans et se reproduit toute l'année. Il y a généralement un petit par portée qui passe environ dix mois dans la poche marsupiale

## Habitat et répartition
Il vit dans les régions montagneuses de l’État de Papouasie-Nouvelle-Guinée, entre 1000 et 2000 mètres d'altitude. Son aire de répartition s'étend à l'ouest jusqu'à la frontière avec l'Indonésie (province de Papouasie).

## Classification

### Liste des sous-espèces
Selon MSW :
- Dendrolagus goodfellowi buergersi Matschie, 1912
- Dendrolagus goodfellowi goodfellowi Thomas, 1908